# Мосли, Джонни
Джонни Мосли (англ. Jonny Moseley, род. 27 августа 1975 года в Сан-Хуане, Пуэрто-Рико) — американский фристайлист, олимпийский чемпион 1998 года в могуле, обладатель Кубка мира по фристайлу, многократный участник и призёр многих международных соревнований.

## Биография

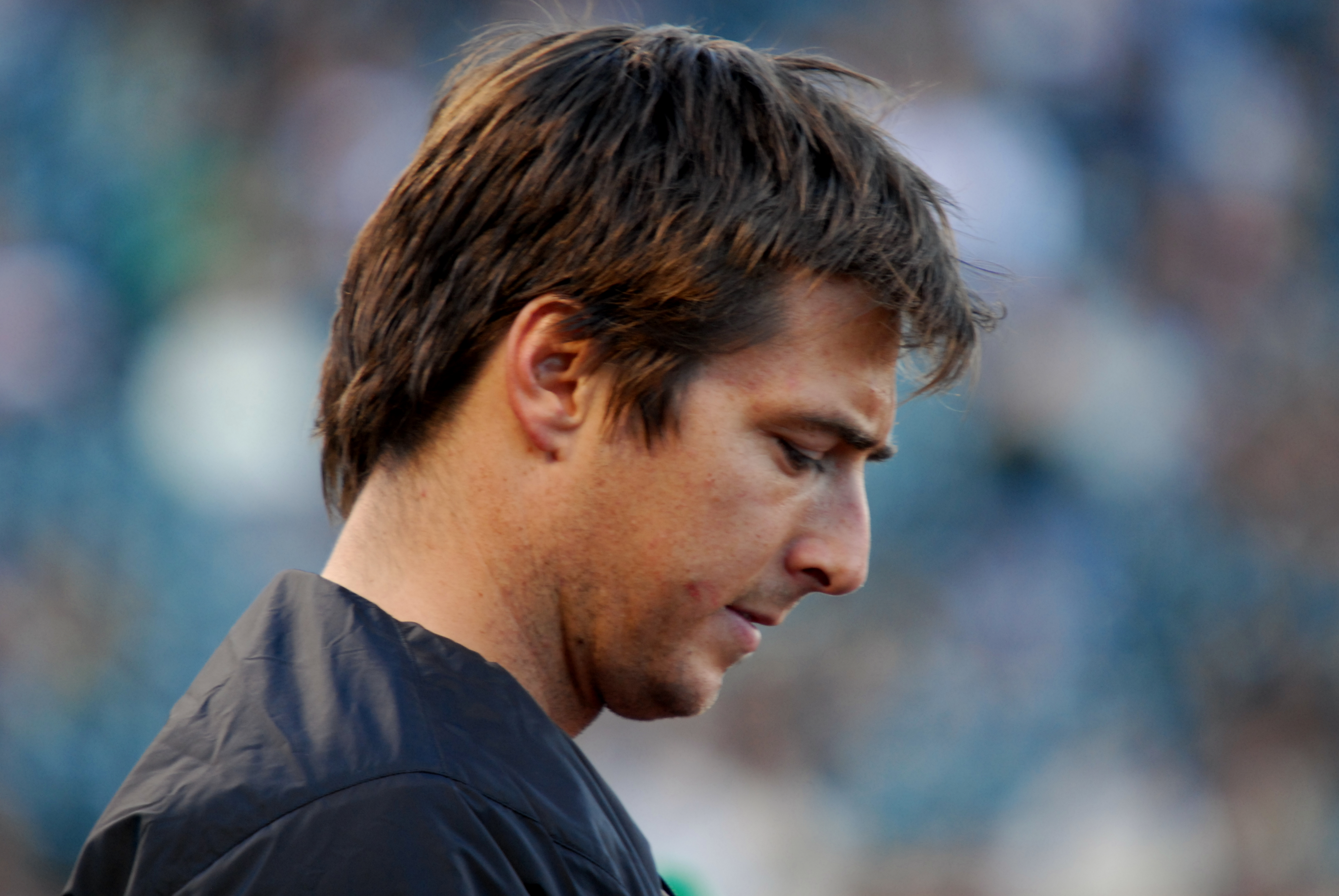
2006 год

Мосли родился в Сан-Хуане, Пуэрто-Рико. В 1978 году он впервые увидел снег, когда его семья совершала поездку в Калифорнию. В конечном счете его семья переехала в Тибьюрон, Калифорния, пригород к северу от Сан-Франциско, где он учился в престижной частной школе Брэнсона. В возрасте 9 лет Мосли начал заниматься лыжным спортом. В 1992 году он выиграл свой первый национальный титул по фристайлу среди юниоров. По окончании средней школы в 1993 году Мосли был отобран в сборную США.
Мосли попытался пробиться на зимние Олимпийские игры 1994 в Лиллехаммере, но потерпел неудачу. Однако он был полон решимости завоевать право на поездку в Нагано на Олимпийские игры 1998 года. В 1995 году молодой фристайлист завоевал первую награду на этапе Кубка мира.
В 1998 году Мосли выиграл первые два этапа Кубка мира; за этим последовала и золотая медаль Олимпиады-1998.

В Нагано-98 во фристайле разыгрывалось уже 4 комплекта наград (мужчины и женщины): в акробатических прыжках и могуле (очевидно, вскоре в олимпийской программе появится и лыжный балет). У мужчин чемпионом стал экстравагантный 22-летний американец Джонни Мосли. Никто из его пятнадцати оппонентов пока так и не научился исполнять «вертолетик» — фиксируя правой рукой левую лыжу!
— Александр Липенко
Позже в том же году Джонни Мосли обеспечил себе Кубок мира с девятью победами на этапах того сезона. Он также выиграл национальный чемпионат США.
В 1999 году Мосли принял участие в турнире X-Games ESPN, где он завоевал серебряную медаль. Таким образом, Мосли стал первым лыжником, который стал обладателем медалей в X-Games (серебро) и в Олимпийских играх (золото).
В 2002 году Мосли поехал на свою вторую Олимпиаду в Солт-Лейк-Сити, однако занял лишь 4 место. Тем не менее, Мосли заслужил особые овации публики, чисто выполнив новый, сложный по тем временам трюк. Занявший 1 место финн Янне Лахтела ограничился осторожным прохождением трассы.

Многочисленные болельщики скандировали «Мо-сли, Мо-сли», сам «бенефициант» улыбался и поднимал вверх руки ещё на старте, затем стартовал и в общем не разочаровал болельщиков, показав сначала (для «разогрева») тройное скручивание, а затем — на десерт — своё фирменное «блюдо» «Обеденный Рулет» (Dinner Roll), в котором он совершает два оборота (первый со скрещенными лыжами, а второй — с параллельными) при положении тела параллельно горизонту.
— Лыжный спорт (журнал)

## Награды и признание
Среди почестей и признаний, которые получил Джонни Мосли, был даже парад в его честь, где мэр Сан-Франциско Вилли Браун объявил «День Джонни Мосли» и вручил ему символические «ключи» от города. Был назвал «Спортсменом Года» (1998) по версии Американского Олимпийского комитета, попал на обложки журналов Freeskier и Rolling Stone.
Внес огромный вклад в развитие и совершенствование могула.

Мосли определил вектор развития, новое направление, причем не только в могуле, но и в современных горных лыжах вообще. Я думаю, он смог это сделать именно потому, что совместно с тренером они решали глобальные задачи развития фристайла, изобретали нечто принципиально новое. Сам стиль, манера катания и технический арсенал — в первую очередь, характер прыжков Мосли — стали маленькой революцией в могуле. Потому он и выиграл Олимпиаду.
— Руслан Шарифуллин

## Личная жизнь
- 25 марта 2006 года Мосли женился на Малии Рич в Тельюрайде[англ.], Колорадо. Мосли встречался с ней ещё со средней школы. 4 сентября 2007 года в семье родился первый ребёнок, названный Джонатаном Уильямом Мосли.
- В 2008 году Джонни Мосли снимался в фильме Уоррена Миллера «Никогда не взрослейте, дети зимы!» (Сhildren of Winter — Never Grow Old!)[8].
- Также у Мосли есть собственный веб-сайт, на котором продаются товары с его эмблемой. Ещё Джонни Мосли был участником рекламных акций для McDonald’s и Sprint Nextel.